# Jüdische Gemeinde Bad Kissingen
Die Jüdische Gemeinde von Bad Kissingen, eines unterfränkischen Kurorts im bayerischen Landkreis Bad Kissingen, ist erstmals für das Jahr 1298 belegt und existierte bis zu den antisemitischen Verfolgungen des Nationalsozialismus.

## Geschichte

### Anfänge
Die erste Erwähnung von Juden in Bad Kissingen steht in Zusammenhang mit dem Rintfleisch-Pogrom des Jahres 1298, in dem ein angeblicher Fall von Hostienschändung im unterfränkischen Röttingen (Landkreis Würzburg) zu Judenverfolgungen durch Rintfleisch (je nach Quelle verarmter Ritter bzw. Fleischermeister) führte. Ob das Pogrom in Kissingen stattfand, ist nicht gesichert, da es für diese Zeit ansonsten keine weiteren Hinweise auf Juden im Ort gibt. Diesbezügliche Einträge im Nürnberger Memorbuch lassen eine Verwechslung Kissingens mit dem Ort Kitzingen vermuten, doch sprechen die auch graphisch unterschiedliche Schreibweise beider Ortsnamen sowie das Auftreten von Judenverfolgungen in der Kissinger Umgebung gegen eine solche Verwechslung.
Infolge des Rintfleisch-Pogroms wurden die Kissinger Juden gegen die Entrichtung von Abgaben unter der Obhut von Adeligen wie beispielsweise (ab 1500) der Familie von Erthal zu Schutzjuden; sie lebten auf dem heute noch erhaltenen Judenhof in der heutigen Bachstraße. Diese Maßnahme führte jedoch im Lauf der Zeit zu einer Ghettoisierung der Juden. Im Jahr 1644 lag die Anzahl der in Kissingen lebenden Schutzjuden bei 163. 1705 entstand nahe dem Judenhof ein jüdisches Bet- und Schulhaus (am Standort der heutigen Bachstraße 2); diesem folgte 1851/52 die „Alte Synagoge“.
Nach dem Dreißigjährigen Krieg kam es einerseits durch das Auftauchen fremder Betteljuden zum Konflikt zwischen christlichen und jüdischen Interessen und andererseits im Jahr 1740 zu einer – allerdings erfolglosen – Beschwerde des Stadtrates gegenüber Fürstbischof Friedrich Karl von Schönborn-Buchheim über zu viele im Ort lebende Juden.

### Emanzipation nach 1813

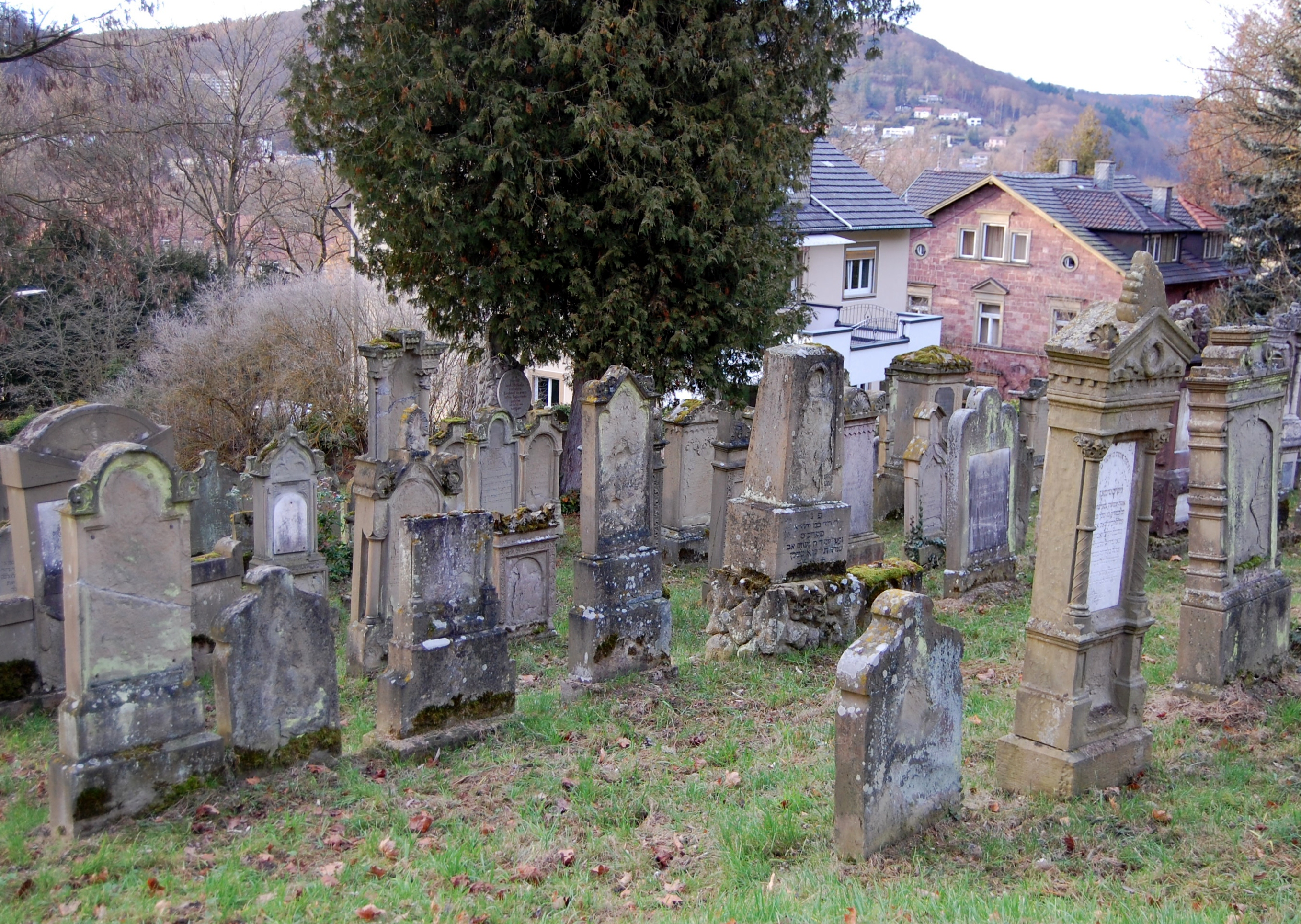
Der Jüdische Friedhof (für 1817 erstmals nachgewiesen)
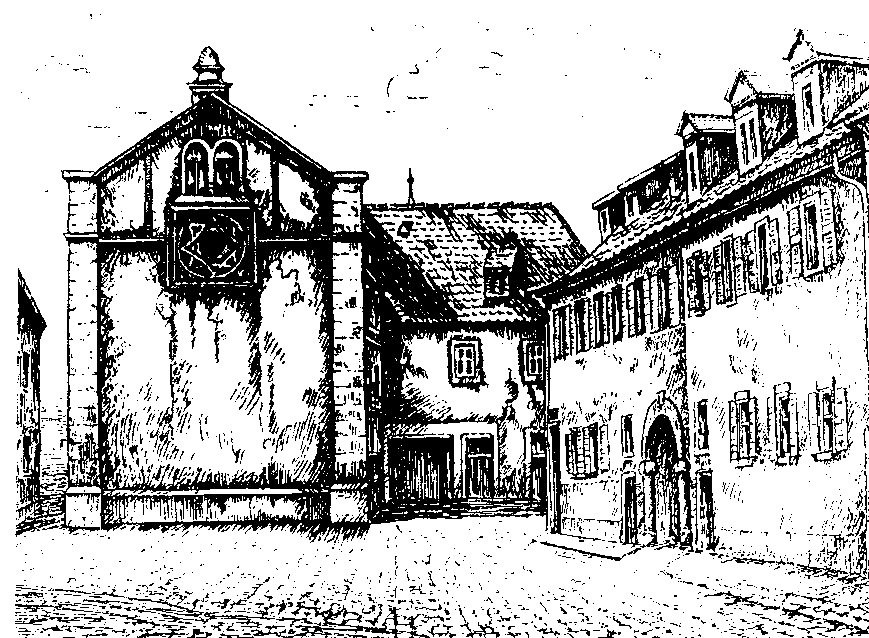
Zeichnung der „Alten Synagoge“ (1851/52 erbaut)
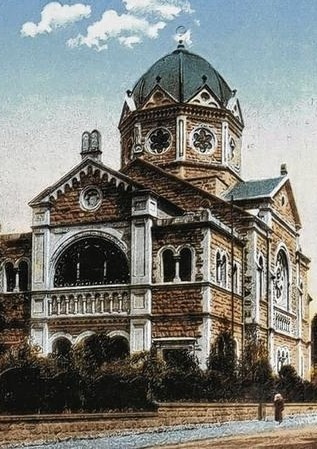
Die „Neue Synagoge“ (1901/02 erbaut)
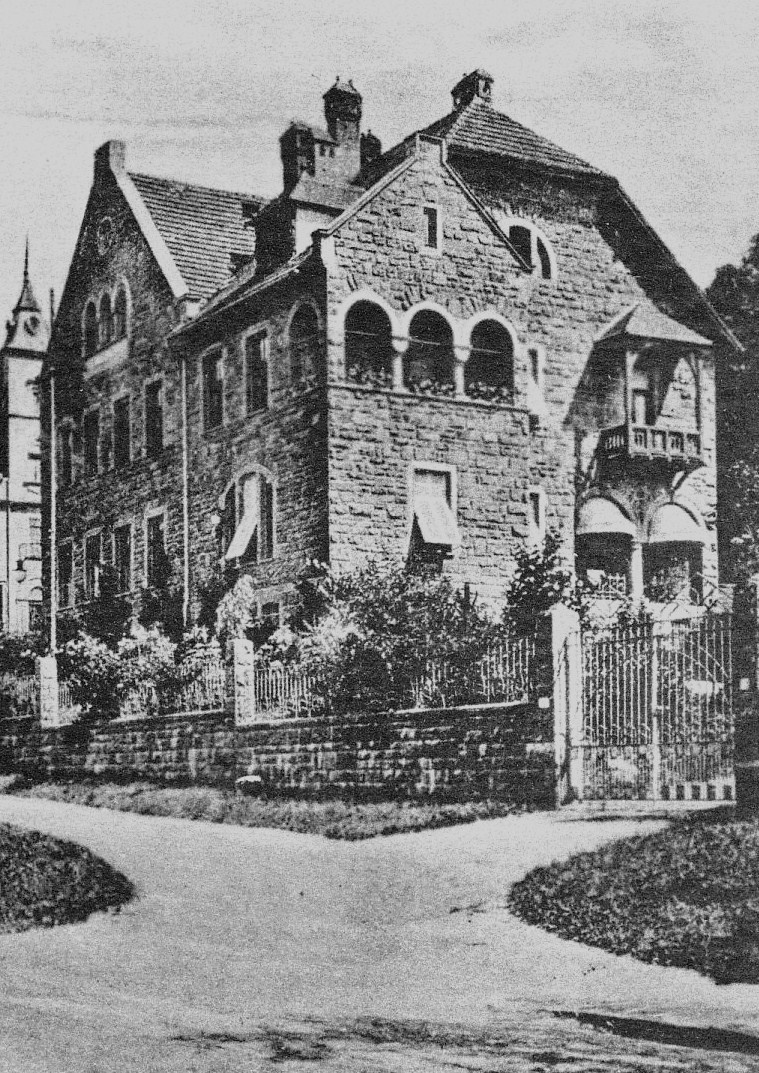
Die „Israelitische Kinderheilstätte“ (1905 erbaut), Fotografie von 1940

| Name                                                               | Amtszeit  |
| ------------------------------------------------------------------ | --------- |
| R. Moses                                                           | 1799–1809 |
| David Wolff                                                        | ????–1824 |
| Lazarus Adler                                                      | 1840–1852 |
| Gabriel Hirsch Lippman                                             | 1852–1864 |
| Moses Löb Bamberger                                                | 1867–1899 |
| Seckel Bamberger (Neffe und Schwiegersohn von Moses Löw Bamberger) | 1902–1932 |
| Max Ephraim                                                        | 1932–1938 |

| Jahr | Anzahl der Juden im Ort | Anteil an der Gesamtbevölkerung |
| ---- | ----------------------- | ------------------------------- |
| 1816 | 181                     | 17,0 % von insgesamt 1.064      |
| 1837 | 210                     | 13,1 % von 1.600                |
| 1867 | 314                     | 12,1 % von 2.591                |
| 1880 | 356                     | 9,2 % von 3.873                 |
| 1900 | 333                     | 7,0 % von 4.757                 |
| 1910 | 307                     | 5,3 % von 5.831                 |

Ein erster großer Schritt zur gesellschaftlichen Emanzipation der Juden bedeutete das Bayerische Judenedikt von 1813, welches den Juden Rechte zusicherte. Eine weitere Verbesserung für die Situation der Juden trat 1861 durch die Abschaffung des „Matrikelparagraphen“ ein, der bis dahin den erlaubten Anteil jüdischer Einwohner an der Bevölkerung begrenzt hatte. Mit der Deutschen Reichsgründung waren die Juden als deutsche Staatsbürger gleichberechtigt. Die Kissinger Juden konnten aus dem Judenhof ausziehen und spielten bald eine wichtige Rolle im Handels- und Bankwesen des Ortes. Gleichzeitig stieg wegen der Wirtschaftskrise der 1870er Jahre, des Kulturkampfs, des Niedergangs des Liberalismus sowie eines aggressiven völkischen Nationalismus eine antisemitische Stimmung im Land.
Etwa im Jahr 1839 entstand das Distriktsrabbinat Bad Kissingen. Für 1817 ist der Jüdische Friedhof von Bad Kissingen erstmals belegt (das in vielen Quellen genannte Jahr 1801 für die Einweihung des Friedhofs hat sich nicht eindeutig nachweisen lassen), nachdem die in Kissingen verstorbenen Juden vorher im heutigen Hammelburger Stadtteil Pfaffenhausen bestattet worden waren. Das 1705 in der heutigen Bachstraße erbaute Bet- und Schulhaus wurde 1851/1852 durch die am gleichen Standort erbaute und 1927/28 abgerissene „Alte Synagoge“ ersetzt. Anfang der 1890er Jahre gab es erste Pläne für einen Synagogenneubau, die mit der am 16. Juni 1902 eingeweihten „Neuen Synagoge“ umgesetzt wurden.
In Bad Kissingen wirkten verschiedene jüdische Gemeindeeinrichtungen und Vereine, so der Chevra-Verein, die Gesellschaft Erholung, der Centralverein deutscher Staatsbürger jüdischen Glaubens (C. V.), der Reichsbund jüdischer Frontsoldaten (R. j. F.), die Zionistische Vereinung für Deutschland (ZVfD) und der orthodoxe Jugendbund Esra. Es entstanden verschiedene Hotels, Pensionen und Sanatorien, die von jüdischen Familien geführt wurden wie das Hotel Ehrenreich (Kurhausstraße/Ecke Lindesmühlpromenade, später Theresienstraße; von Lehrer Eliezer Lazarus Ehrenreich und später von seiner Tochter Rifka und deren Ehemann Emil Jeidel geführt), das Hotel Herzfeld, das Hotel Schwed und das Hotel Geschwister Seelig. Unter den Sanatorien und Kurhäusern wären zu nennen das Diätkurhaus Apolant (Menzelstraße 8/9), das Kurhaus „Villa Holländer“ (Bismarckstraße 12; geführt von Nathan Bretzfelder) sowie die Kurhäuser von Dr. Philipp Münz (Theresienstraße 7), Ida Neuburger (Hartmannstraße 5) sowie Bella Regensburger und Klara Rosenau (Bismarckstraße 15). Zu den Kurgästen Bad Kissingenes gehörten auch zahlreiche Juden, von denen einige aus dem Ausland wie England, den USA, Frankreich, Russland und Ungarn stammten. Einige von ihnen starben während ihrer Kurzeit in Bad Kissingen, wie zum Beispiel Großhändler und Philanthrop Michael Nassatisin, der im Jahr 1931 im Alter von 54 Jahren in Bad Kissingen verstarb.
Im Jahr 1905 entstand auf Initiative des Rabbiners Dr. Seckel Bamberger die Israelitische Kinderheilstätte in der Salinenstraße 34; 1927 folgte am Altenberg ein Kurhospiz für Erwachsene, das bereits im Sommer 1928 196 kur- und erholungsbedürftige Juden betreute. Im März 1923 kam trotz Bemühungen die Gründung einer jüdischen Volksschule nicht zustande. Kantor Ludwig Steinberger, der Vater des späteren Physik-Nobelpreisträgers Jack Steinberger, hatte sich für die Volksschule vergeblich als Religionslehrer beworben.
Zu den während des Ersten Weltkrieges aus Bad Kissingen stammenden Gefallenen zählen auch acht Mitglieder der Jüdischen Gemeinde des Ortes; ihre Namen befinden sich an Gedenktafeln im Taharahaus des Friedhofs sowie großteils an der Gedenkstätte für die Gefallenen des Ersten Weltkrieges an der Westmauer des Kapellenfriedhofes.

### Weimarer Republik und Drittes Reich

#### Antisemitismus
Im Jahr 1925 zählte die jüdische Gemeinde von Bad Kissingen 504 Mitglieder und gehörte so zu den 10 größten jüdischen Gemeinden in Bayern.  Doch nahm der seit den 1870er Jahren schwelende Antisemitismus in den 1920er Jahren neue Formen an. Ein erster Vorfall dieser Art war die Louis-Stern-Affäre, in deren Zusammenhang der Prozess gegen den New Yorker Kaufmann Louis Stern wegen angeblicher Gewaltandrohung im Jahr 1895 zu heftigen Auseinandersetzungen mit antisemitischem Charakter u. a. in der Presse führte. Louis Stern hatte mit Ehefrau Lisette und Sohn Louis Jr. eine Reunion besucht und dabei dem stellvertretenden Badkommissär (heute das Amt des Kurdirektors) Friedrich Freiherr von Thüngen (1861–1931), der den minderjährigen Sohn des Ehepaares Stern des Saales verweisen wollte, eine Ohrfeige angedroht. In dem durch den stellvertretenden Badkommissär von Thüngen angestrengten Prozess wurde Louis Stern zu einer Geld- und Haftstrafe verurteilt. Ob Friedrich von Thüngen aus antisemitischen Motiven heraus handelte, ist unklar. Friedrich von Thüngens Vorgesetzter, der Badkommissär Hermann von Mauchenheim genannt Bechtolsheim, der am fraglichen Abend nicht anwesend war, hatte in der Affäre noch zu schlichten versucht.
Der Antisemitismus wurde später durch die Wirren der Weimarer Republik noch geschürt. So sah sich die Bad Kissinger Ortsgruppe des Central-Vereins deutscher Staatsbürger jüdischen Glaubens im Jahr 1920 veranlasst, einen Aufruf an die Bürger gegen eine antisemitische Plakataktion im Ort zu richten. Im Oktober 1929 verübten örtliche NSDAP-Mitglieder einen Anschlag auf die Laubhütte. Nach dem Protest von Vorsteher Gustav Neustädter gegen die milden Bestrafungen der Täter legte die Schweinfurter Staatsanwaltschaft erfolgreich Berufung gegen das Urteil ein. Im Jahr 1925 kam es zu einer Schändung des jüdischen Friedhofes. Die Täter konnten nicht ermittelt werden. Am 5. Juli 1930 fand ein antisemitischer Marsch von NSDAP-Mitgliedern zur Synagoge statt. Zu den Personen, die in der Zeit antisemitisch agierten, gehörte der Bad Kissinger Juwelier und spätere Kreisleiter Karl Renner; der spätere Jurist Peter Deeg schrieb ein umstrittenes Buch namens „Hofjuden“. Als im Jahr 1934 eine jüdische karitative Organisation mit Sitz in New York 300 Schüler aufnahm, schickten Kantor Ludwig Steinberger und seine Frau ihre Söhne Herbert Lazarus und Hans Jakob „Jack“ Steinberger in die Vereinigten Staaten; sie selbst kamen 1937/38 mit Sohn Rudolf nach.
Kurz nach der Machtergreifung durch die Nationalsozialisten kam es im März 1933 zu ersten Verhaftungen und Hausdurchsuchungen gegen Juden. U. a. wurde der Rabbiner Max Ephraim und der Gemeindevorstand Nathan Bretzfelder in „Schutzhaft“ genommen. Realschullehrer Dr. Robert Hofmann wandte sich gegen die Diskriminierung von Juden und versorgte die Inhaftierten mit koscherem Essen.

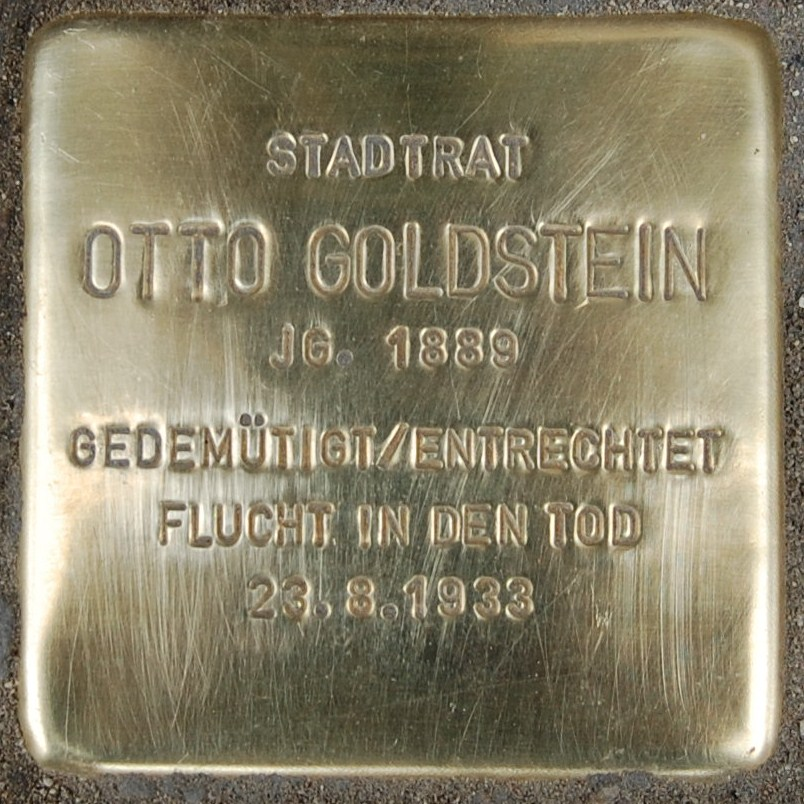
Stolperstein für Otto Goldstein

Im April 1933 wurden die jüdischen Stadträte Nathan Bretzfelder und Otto Goldstein aus dem Bad Kissinger Stadtrat ausgeschlossen. Am 23. August nahm sich Otto Goldstein aus Schmach über dieses Vorgehen das Leben. Ähnliches geschah im Bad Kissinger Kurorchester, als Konzertmeister Carl Snoeck und Geiger Josef Lengsfeld im Jahre 1934 entlassen wurden (auch hier kam es – kurz nach der Pogromnacht – zum Freitod von Lengsfeld).
Ende 1933 startete das Parteiblatt Fränkisches Volk eine antijüdische Diffamierungskampagne gegen jüdische und nichtjüdische Bad Kissinger Bürger. Zu den Opfern gehörten der jüdische Bankier Ludwig Loewenthal und seine Familie, der jüdische Juwelier Hermann Simon Rosenau und seine Familie sowie nichtjüdische Bad Kissinger wie Studienrat Heinrich Zwick und der beim Badkommissariat beschäftigte Max Geiß wegen ihres judenfreundlichen Umgangs; Max Geiß verlor in diesem Zusammenhang seinen Arbeitsplatz. Menschen wie Zwick und Geiß gehörten in der Bad Kissinger Bevölkerung jedoch zu einer Minderheit; bei der Mehrheit wirkte die Einschüchterungspropaganda der NS-Machthaber, so dass viele den Umgang mit Juden mieden.
Jüdische Handelstreibende wurden boykottiert. Am 16. November 1934 kam es wegen angeblicher „unberechtigter Preissteigerungen“ zur Verhaftung der Kaufleute Daniel und Louis Liebmann, Inhaber eines Manufaktur- und Kurzwarengeschäftes in der Unteren Marktstraße 1. Vor ihrem Geschäft kam es zu wütenden Volksaufläufen, doch erwiesen sich die Anschuldigungen gegen die Kaufleute auf Grund der Aussage einer früheren Angestellten als haltlos. Am Morgen des 14. August 1935 wurde der 74-jährige Wilhelm Wittekind von zwei SS-Leuten zusammengeschlagen. Die beiden Täter kamen ungestraft davon; ihre Tat wurde von SS-Führer Karl Meder befürwortet. Im März 1933 wurde der im damaligen Nachbardorf und heutigen Stadtteil Winkels wohnhafte, ursprünglich aus Bad Kissingen stammende jüdische Textilkaufmann Julius Neumann trotz erwiesener Unschuld wegen marxistischer und kommunistischer Umtriebe inhaftiert und zum Straßenkehren verurteilt; seine Spinnstoffwaren wurden beschlagnahmt (sein weiteres Schicksal ist unbekannt). Ebenso sind aus Garitz, welches ebenfalls 1972 Stadtteil von Bad Kissingen wurde, jeweils ein Fall von „Vernichtung lebensunwerten Lebens“ sowie Unfruchtbarmachung bekannt. Ein weiterer Garitzer, der katholisch getaufte Konrad Kaiser, verlor am 19. März 1940 im Konzentrationslager Mauthausen sein Leben, weil er als Mitglied der Zeugen Jehovas aus Gewissensgründen Hitler-Gruß und Kriegsdienst verweigerte.
Als den Juden durch die Ausgrenzungspolitik immer mehr Betätigungsfelder verwehrt wurden, versuchte die israelitische Gemeinde in den Jahren 1934 und 1935, ihren Mitgliedern zumindest im innergemeindlichen Rahmen Alternativen zu bieten. So versuchte Rabbiner Dr. Max Ephraim, eine Wiedergenehmigung des kurz nach Hitlers „Machtergreifung“ verbotenen Jugendbundes zu erreichen, hatte jedoch keinen Erfolg. Erfolgreich war hingegen der Versuch, der israelitischen Kultusgemeinde, sich dem im Juni 1933 gegründeten Jüdischen Kulturbund anzuschließen, deren Mitglied sie am 13. März 1934 wurde.
Im Juli 1934 kam es durch die „Schwimmbadaffäre“ zu Protesten sowohl im In- als auch im Ausland, als Oberbürgermeister Dr. Max Pollwein am örtlichen Schwimmbad ein Schild aufstellen ließ, das Juden den Eintritt zu der Badeanlage verweigerte. Sowohl Privatpersonen als auch offizielle Stellen wie der Berliner „Bund Deutscher Verkehrsverbände und Bäder“ kritisierten das Vorgehen und wiesen auf die negativen Auswirkungen auf den Ruf der Kurstadt hin. Sowohl Oberbürgermeister Pollwein als auch Kreisleiter Renner weigerten sich, das Schild entfernen zu lassen. Es verschwand erst mit dem Abriss des Schwimmbades.
Trotz der „Schwimmbadaffäre“ kamen noch zahlreiche jüdische Kurgäste nach Bad Kissingen, da hier – im Gegensatz zu vielen anderen Badeorten – ihr Aufenthalt noch nicht verboten war. Am 7. August 1935 kam es im Kurgarten zu einer antisemitischen Aktion, als eine aus Kurgästen bestehende Menschenmenge demonstrativ in Ausgaben der antisemitischen Wochenzeitung „Der Stürmer“ blätterte. Wenige Tage später, am 16. August, stellten Unbekannte Schilder auf, die Juden den Zutritt zum Kurgarten untersagten. Diese Schilder wurden von den Kurgartenaufsehern kurz nach Aufstellung entfernt. Stadt- und Badkommissar Dr. Rudolf Conrath scheiterte mit seinen Anträgen an die Würzburger Regierung nach „Abwehrmaßnahmen“. Daraufhin verfügte er in Zusammenarbeit mit Oberbürgermeister Pollwein verschiedene gegen Juden gerichtete Maßnahmen. So wurden jüdischen Kurgästen eigene Kurhäuser zugewiesen (diese mussten durch Schilder deklarieren, dass sie ausschließlich Juden beherbergten). Jüdische Kurgäste bekamen in den Kuranlagen eigene Sitzbänke zugewiesen und die Anwendung von Sole- und Moorbädern wurde eingeschränkt. Ende 1938/Anfang 1939 kam es schließlich zu einem generellen Aufenthaltsverbot für jüdische Kurgäste in Bad Kissingen. Bereits am 1. Januar 1936 war für „arische“ Frauen über 45 Jahre ein Verbot erlassen worden, für jüdische Arbeitgeber zu arbeiten.

#### Pogromnacht

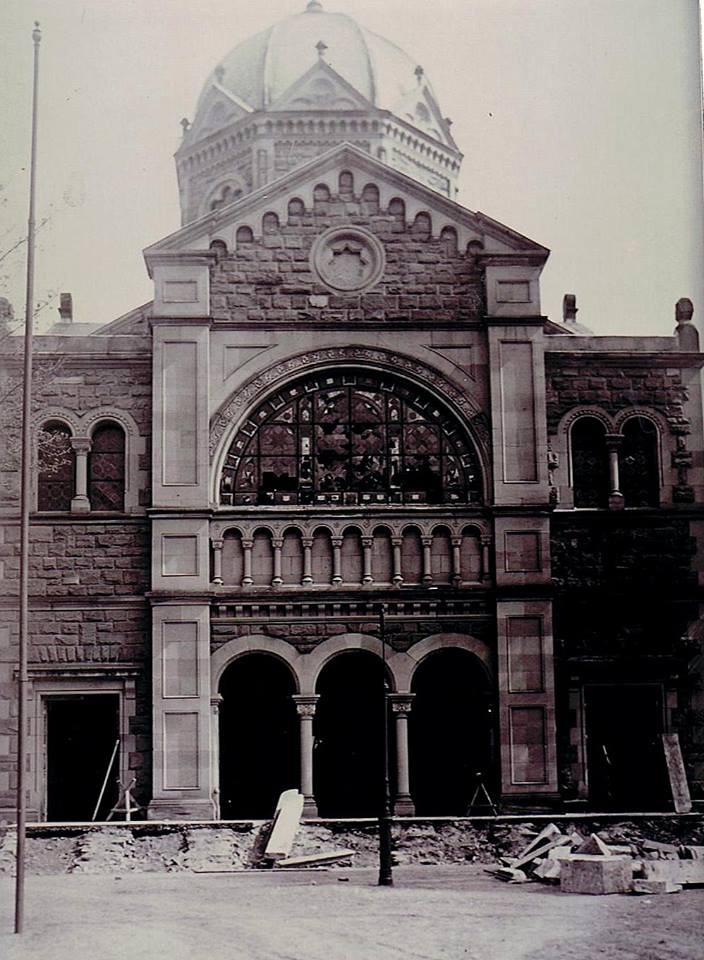
Die Synagoge nach der Pogromnacht

In der Pogromnacht vom 9. auf den 10. November 1938 kam es zu Verwüstungen und Plünderungen in Bad Kissingen sowie zur Beschädigung und schließlichen Zerstörung der Neuen Synagoge. Bereits im Oktober 1938 war die Synagoge von Kreisleiter Heimbach mit der Andeutung besichtigt worden, dass „die Existenz der Synagoge […] nur eine Frage der Zeit“ sei.
Gegen Mitternacht erhielt SA-Obersturmbannführer Emil Otto Walter, der sich gerade in der Gaststätte Saalehof aufhielt, von einer nicht mehr feststellbaren vorgesetzten Instanz die Anweisung, Gewaltmaßnahmen zu veranlassen, die auch die Zerstörung von Wohnungseinrichtung sowie der Synagoge beinhalten sollten; die ausführenden Mitglieder der SA sollten nicht als solche zu erkennen sein. Er und 6 bis 7 anwesende SA-Männer verließen unauffällig die Gaststätte. Walter gab ihnen Anweisungen zur Ausführung der Ausschreitungen und ließ weitere SA-Männer informieren.
Nachts um 1 Uhr des Pogromtages setzten Männer des SA-Sturms Bad Kissingen unter Anführung von SA-Obersturmbannführer Walter die Synagoge in Brand. Die Feuerwehr war zugegen, löschte aber den Brand nicht, sondern sollte lediglich ein Übergreifen des Feuers auf die Nachbarshäuser verhindern. Obwohl die schwer beschädigte Synagoge wieder hätte in Stand gesetzt werden können, wurde sie im Lauf des Jahres 1939 auf Beschluss des NS-Stadtrates abgerissen.
Während die Synagoge bis in die Morgenstunden im Innern vollständig ausbrannte, wurden an den jüdischen Geschäften der Kurstadt, an den jüdischen Hotels, Pensionen, Kureinrichtungen und Wohnungen die Fensterscheiben eingeschlagen. SA-Männer drangen auch gewaltsam in die jüdischen Häuser ein und demolierten die Inneneinrichtung. An den Pogromen in Bad Kissingen waren im Laufe des 10. November auch auswärtige Schläger beteiligt. Die SA-Sturmführer der Orte Brückenau, Hammelburg und Bad Kissingen hatten in geheimer telefonischer Absprache vereinbart, ihre Stürme ortsvertauscht einzusetzen.
Nach der Demolierung ihrer Häuser, Geschäfte und Wohnungen wurde 28 jüdische Männer und eine jüdische Frau am 10. November 1938 in Bad Kissingen verhaftet und in das Amtsgerichtsgefängnis der Stadt abgeführt. Am späten Nachmittag des Pogromtages wurden einige jüdische Häftlinge von der SA durch die Straßen der Stadt getrieben und unter Schmährufen gezwungen, an einer „bezeichneten Stelle“ des jüdischen Friedhofes eine Grube auszuheben. Dort vermutete der damalige NSDAP-Kreisleiter von Bad Kissingen, Willy Heimbach (1938–1944), „seit einiger Zeit verschiedenes, belastendes Material“. Es wurden an dieser Stelle des Friedhofes jedoch nur einige jüdische Ritualien gefunden und zur Sichtung in den Luftschutzkeller des NS-Kreishauses gebracht.
Die Geschehnisse der Pogromnacht fanden nicht bei allen Bad Kissinger Bürgern Zustimmung. Wie das Bad Kissinger Bezirksamt in seinem Monatsbericht vom November 1938 bemerkte, reichten die dementsprechenden Reaktionen der Bevölkerung von fehlender Zustimmung bis hin zu offener Ablehnung und Anzeigen. Die Bevölkerung sah in den Maßnahmen eine unangemessene Härte gegen die Juden verbunden mit einer sinnlosen Zerstörung von Sachwerten; ferner seien die Maßnahmen nicht mit den Anforderungen vereinbar, die im Rahmen des Vierjahresplanes an die Bevölkerung gestellt würden. Es ist schwierig festzustellen, wie hoch der Anteil jener in der Bevölkerung war, die die Geschehnisse kritisierten. So dürften viele, die die Aktionen in der Pogromnacht missbilligten, aus Angst geschwiegen haben.
Einer derjenigen, die offen Kritik äußerten, war der katholische Stadtkaplan Franz Hartinger, der in einer Religionsstunde an der Bad Kissinger Berufsschule die Zerstörung der Synagoge kritisierte. Später bestritt Hartinger, öffentlich Kritik geübt zu haben, so dass das Landgericht Bamberg Ende April 1939 das Verfahren gegen ihn einstellte. Vom Oberstaatsanwalt in Schweinfurt bekam Hartinger lediglich eine eindringliche Verwarnung.
Auch in nationalsozialistischen Kreisen stießen die Geschehnisse auf Kritik. So berichtete Wilhelm Müller, seit 1. November 1938 neben Hermann Kolb als evangelischer Pastor in Bad Kissingen tätig, dass der in der Stadt als Nazi bekannte Inhaber des Feinkostgeschäfts neben dem Pfarrhaus am Morgen nach der Pogromnacht von den Beschädigungen an der Synagoge berichtete und sich empörte: „Jetzt sind die Synagogen an der Reihe, und dann kommen die Kirchen dran“.
Von Albert Susann, dem katholischen Stadtpfarrer Bad Kissingens, ging keine Kritik gegen die NS-Machthaber und deren Antisemitismus aus. Wegen seiner guten Kontakte zu den Parteistellen begegnete ihm die Landgeistlichkeit mit einem gewissen Misstrauen. Laut Wilhelm Zirkelbach, Bad Kissinger Kaplan von 1936 bis 1938, sei Susann zwar kein Antisemit gewesen, jedoch ab 1936 aus Angst keinen Kontakt zu Juden gehabt oder ihnen gar geholfen. Entschiedener zeigte sich der evangelische Stadtpfarrer Hermann Kolb, was sich bereits in seiner Antrittspredigt vom 6. Januar 1935 äußerte. Während seiner Karfreitagsspredigt vom 19. April verließen einige uniformierte Männer demonstrativ die Kirche; Kolb konnte seine Predigt jedoch wenig später wieder fortsetzen. Am 1. Mai 1935 wurde Kolb jedoch auf Befehl des Bezirksamtsvorstands Dr. Conrad in Schutzhaft genommen, auf Grund der Bemühungen seiner evangelischen Gemeinde, die über den Kirchenvorsteher Maßnahmen zu seiner Freilassung unternahm, sowie der offenen Parteinahme zu seinen Gunsten durch seinen katholischen Pfarrerskollegen Albert Susann, am 3. Mai 1935 wieder freigelassen. Gegen den Widerstand von Landesbischof Hans Meiser bemühte sich die Partei bei der Kirchenleitung um die Versetzung von Pfarrer Kolb.

#### Ausgrenzung, Auswanderung und Deportation
Die vom Hitlerregime durch die Pogromnacht verfolgten Ziele (Ausgrenzung sowie Druck zur Auswanderung) wirkten sich auch in Bad Kissingen aus. So entschlossen sich von den 344 Juden, die im Jahr 1933 in Bad Kissingen lebten, 123 Juden zur Auswanderung sowie 143 Juden zum Umzug in eine andere deutsche Stadt. Allein in den beiden Jahren 1938 und 1939 entschlossen sich 49 Bad Kissinger Juden zur Auswanderung (mehr als ein Drittel der Bad Kissinger Juden) und 83 Bad Kissinger Juden (mehr als die Hälfte der Bad Kissinger Juden) zum Umzug in eine andere deutsche Stadt. Die letzten Auswanderungen sind für das Jahr 1941 – kurz vor Erlass des Auswanderungsverbotes durch das Hitlerregime im Oktober dieses Jahres – zu verzeichnen. Neben Faktoren wie Krankheit und Alter hinderte die restriktive Einwanderungspolitik vieler Länder auch viele Bad Kissinger Juden an der Emigration. Die wichtigsten Länder, die jüdische Emigranten aus Bad Kissingen aufnahmen, waren die USA, Palästina und England.
Nach der Zerstörung der Synagoge sowie der Beschlagnahme des Betsaals im benachbarten Gemeindehaus bereits Ende 1937/Anfang 1938 war auch das jüdische Gemeindeleben in Bad Kissingen praktisch lahmgelegt. Im Januar 1939 sowie im Mai 1939 ersuchte Gemeindevorstand Nathan Bretzfelder vergeblich um die Genehmigung von Gottesdiensten im Betsaal. Zwar äußerte die Gestapo keine Bedenken, doch fürchtete die Kissinger Kreisleitung eine Störung der öffentlichen Ruhe und Ordnung sowie ein öffentliches Ärgernis beim Auftreten der Juden. Ende 1939 bat Gemeindevorsteher Gustav Neustädter schließlich die israelitische Kultusverwaltung in Würzburg um Hilfe, die sich Anfang Januar 1940 – allem Anschein nach erfolgreich – bei der Würzburger Gestapo für die Belange der Bad Kissinger Juden einsetzte. Kreisleiter Heimbach sandte am 7. März 1940 die vom Bad Kissinger Landratsamt an ihn gerichtete Anfrage „ohne Erinnerung zurück“, so dass die inzwischen nur noch etwa 50 Mitglieder starke jüdische Gemeinde Bad Kissingens wieder die Möglichkeit erhalten haben dürfte, Gottesdienste abzuhalten.

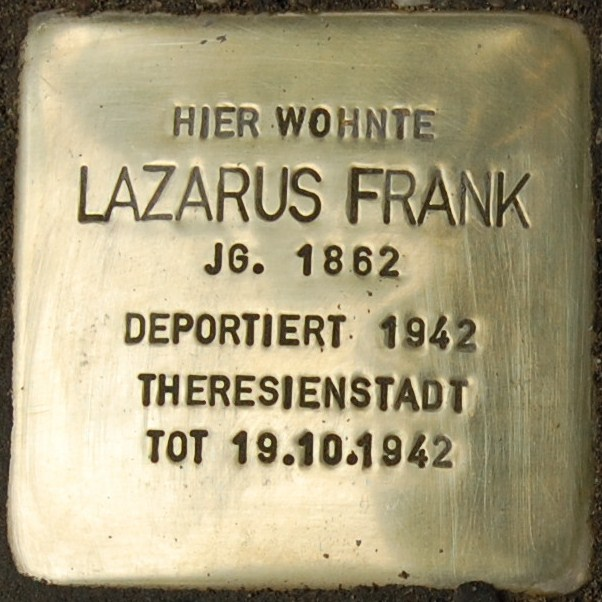
Stolperstein für Lazarus Frank in der Erhardstraße 21

Der Bad Kissinger Studienrat Heinrich Zwick und seine Frau Hermine gehörten zu den Einwohnern der Stadt, die sich nicht einschüchtern ließen, und weiterhin engen Kontakt zu ihrem jüdischen Vermieter Lazarus Frank pflegten. Ende Oktober 1939 wurde Zwick von Mitmieter Karl H. bei seinem Vorgesetzten Ernst Puchtler, dem Direktor der Bad Kissinger Oberrealschule, denunziert. Zweck der Denunzierung war anscheinend, über Puchtler eine Maßregelung, Versetzung oder Entlassung durch das Kultusministerium zu erreichen. Puchtler sah jedoch von einer Meldung an das Ministerium ab. Am 18. und 19. April 1940 führte die Würzburger Gestapo umfangreiche Verhöre in der Angelegenheit durch und erhielt hierdurch weitere denunzierende Aussagen. Lazarus Frank bestätigte eine Freundschaft zwischen den Familien Frank und Zwick. Hermine Zwick hingegen sagte zum Schutz ihrer Familie aus, die Kontakte zu Lazarus Frank seien über das übliche Mietverhältnis nicht hinausgegangen. Hermine Zwick wurde verhaftet und in das Hammelburger Gerichtsgefängnis gebracht. Das Untersuchungsverfahren gegen sie wurde eingestellt; nach drei Wochen Gefängnis wurde sie aus der Haft entlassen. Das inzwischen informierte Kultusministerium unternahm keine weiteren Maßnahmen.
Mit Beginn des Zweiten Weltkrieges änderte sich die Judenpolitik des NS-Regimes. An die Stelle der bisherigen Politik, Juden durch Aktionen wie die Pogromnacht zur Auswanderung zu nötigen, ging es nun darum, die Juden in ihrem alltäglichen Leben weitgehend einzuschränken sowie um die Heranziehung zur Zwangsarbeit als Vorstufe zur Deportation. Beispielsweise galt laut Anordnung von Heinrich Himmler vom 9. September 1939 ein nächtliches Ausgangsverbot für Juden, so dass Juden ab 20:00 Uhr die Wohnung nicht mehr verlassen durften. Oberbürgermeister Adalbert Wolpert, Nachfolger von Max Pollwein, verschärfte dieses Verbot für die Juden von Bad Kissingen, wurde jedoch am 18. September 1939 von der Würzburger Gestapo aufgefordert, seine „weitgehenden Ausgehbeschränkungen“ wieder aufzuheben; „weitere Beschränkungen der Ausgangszeiten für Juden von seiten untergeordneter Behörden“ würden dem „ausdrücklichen Befehl des Reichsführers SS und Chefs der Deutschen Polizei“ widersprechen. Am 30. November 1939 gab die Würzburger Gestapo bekannt, Juden dürften ohne triftigen Grund keine Bahnhöfe oder Lokalitäten mehr betreten sowie „deutschbürtige Personen“ in deren Wohnungen oder Geschäftsräumen aufsuchen. Im Jahr 1940 folgten weitere Maßnahmen wie die Beschränkung der täglichen Einkaufszeit auf eine Stunde sowie die Heranziehung zur Zwangsarbeit. Juden konnten gezwungen werden, in sogenannten Judenhäusern zusammenzuziehen; diese Ghettoisierung stellte eine organisatorische Vorbereitung für die späteren Deportationen dar. Solche so genannten Judenhäuser gab es allem Anschein nach auch in Bad Kissingen.
Im Februar 1940 musste der aus nur noch zwei Mitgliedern bestehende Vorstand der israelitischen Kultusgemeinde von Bad Kissingen über die Mustersatzung abstimmen. Dies bedeutete die Herabstufung der Kultusgemeinde von einer Körperschaft des öffentlichen Rechts zu einem Eingetragenen Verein. Dadurch konnte sich die Kultusgemeinde nunmehr lediglich aus freiwilligen Steuern finanzieren und war zudem nun völlig schutzlos  dem Zugriff der Parteistellen und Behörden ausgeliefert. Mit dem Ausschluss der jüdischen Gemeinde Bad Kissinges aus der Reichsvereinigung der Juden in Deutschland sowie der Ernennung eines Treuhänders für die Gemeinden des Bezirksrabbinats gingen die Selbstverwaltung und Rechtsfähigkeit der jüdischen Gemeinde Bad Kissingens offiziell und definitiv zu Ende.
Allein bei den Deportationen vom Mai und April 1942 kam es zu Deportation von 40 Bad Kissinger Juden nach Izbica (im April) und Theresienstadt (im Mai). Vor ihrer Deportation mussten die noch in Bad Kissingen verbliebenen Juden ihren Besitz verkaufen oder mussten dem Verkauf zustimmen; der Erlös kam auf ein spezielles Sonderkonto. Insgesamt 69 Bad Kissinger Juden wurden deportiert und verloren in den Konzentrationslagern ihr Leben. Die Deportationen bedeuteten das Ende der Jüdischen Gemeinde von Bad Kissingen.
Das Schicksal der deportierten Juden lässt sich nur schwer rekonstruieren. Wie es auch bei den andernorts deportierten Juden der Fall war, sind auch die Bad Kissinger Juden, die nach Izbica deportiert wurden, wahrscheinlich noch in Izbica oder später in Belzec, Sobibor oder in Trawniki umgekommen. Ähnliches gilt auch für die meisten nach Theresienstadt deportierten Juden, die – bis auf Emilie Schloss, die im Jahr 1945 befreit wurde – entweder in Theresienstadt oder anderen Vernichtungslagern ihr Leben verloren. Neben Emilie Schloss ist Rose Löwenthal die einzige Bad Kissinger Jüdin, deren Überleben gesichert ist, da sie nach dem Krieg einen Wiedergutmachungsprozess führte.

### Nach 1945

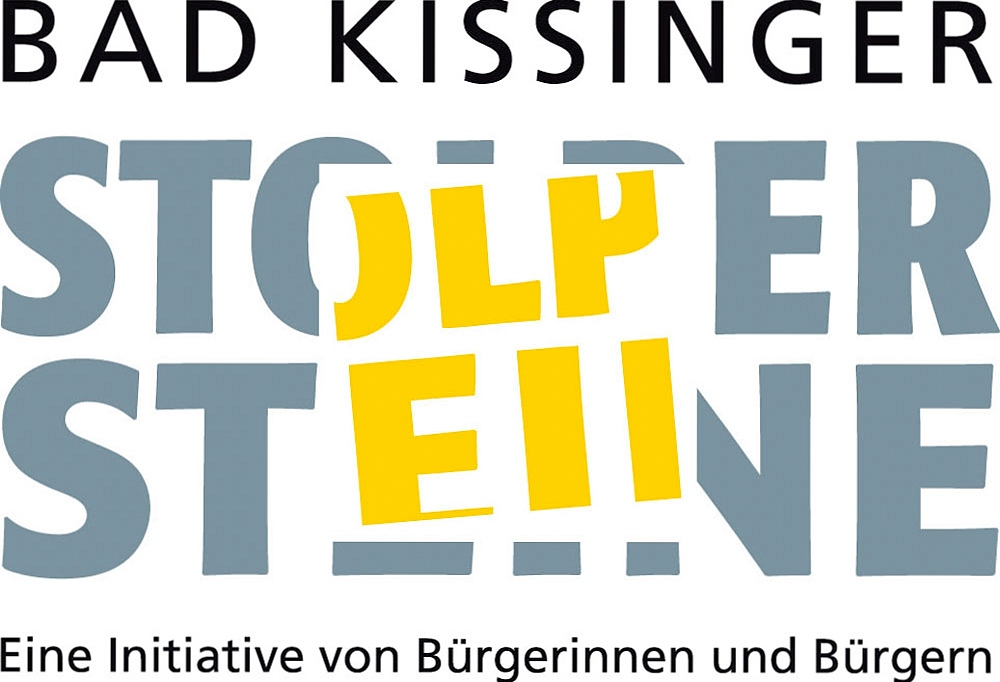
Offizielles Logo der „Stolpersteine“

Nach Kriegsende lebten mehrere Juden als „Displaced Persons“ in Bad Kissingen (30 jüdische Einwohner im November 1945, 125 im Januar 1946, 144 im Juli 1946). Viele von ihnen wanderten später nach Gründung des Staates Israel aus.
Von den ehemaligen Bad Kissinger Juden kehrte aber keiner mehr nach Bad Kissingen zurück. Auch Physik-Nobelpreisträger Jack Steinberger zögerte zunächst, seinen Geburtsort zu besuchen, folgte dann aber im Jahre 1989 der Einladung von Gotthilf Riedel, dem damaligen Rektor des städtischen Gymnasiums. Jack Steinberger war selbst Schüler des Gymnasiums gewesen, welches im Jahr 2001 zu Ehren des Physikers in „Jack-Steinberger-Gymnasium“ umbenannt wurde. In der Dankesrede betonte er, dass sein anfänglich mulmiges Gefühl bald der Freude gewichen sei. Seitdem hat Steinberger Bad Kissingen mehrmals besucht, zuletzt im Mai und Juni 2011.
Im Jahr 1959 wurde im ehemaligen Gemeindehaus in der Promenadestraße 2 ein Betsaal eingerichtet, der im August 1996 zur Erinnerung an seinen 1989 verstorbenen Gründer und Vorbeter in „Josef-Weissler-Synagoge“ umbenannt wurde. Im Jahr 1993 entstand in der Rosenstraße mit dem Kurheim Eden-Park (seit 2020 Kurheim Beni Bloch) das einzige koscher geführte Gästehaus in Deutschland.
Am 8. Oktober 2008 beschloss der Stadtrat von Bad Kissingen, im Rahmen des „Stolpersteine“-Projektes zum Gedenken an die in der Zeit des Nationalsozialismus ermordeten Juden auch Stolpersteine in Bad Kissingen zu verlegen. Die erste Verlegung Bad Kissinger Stolpersteine wurde am 19. Juni 2009 durch den Ideengeber des Projektes, Gunter Demnig, vorgenommen.

## Stolpersteine

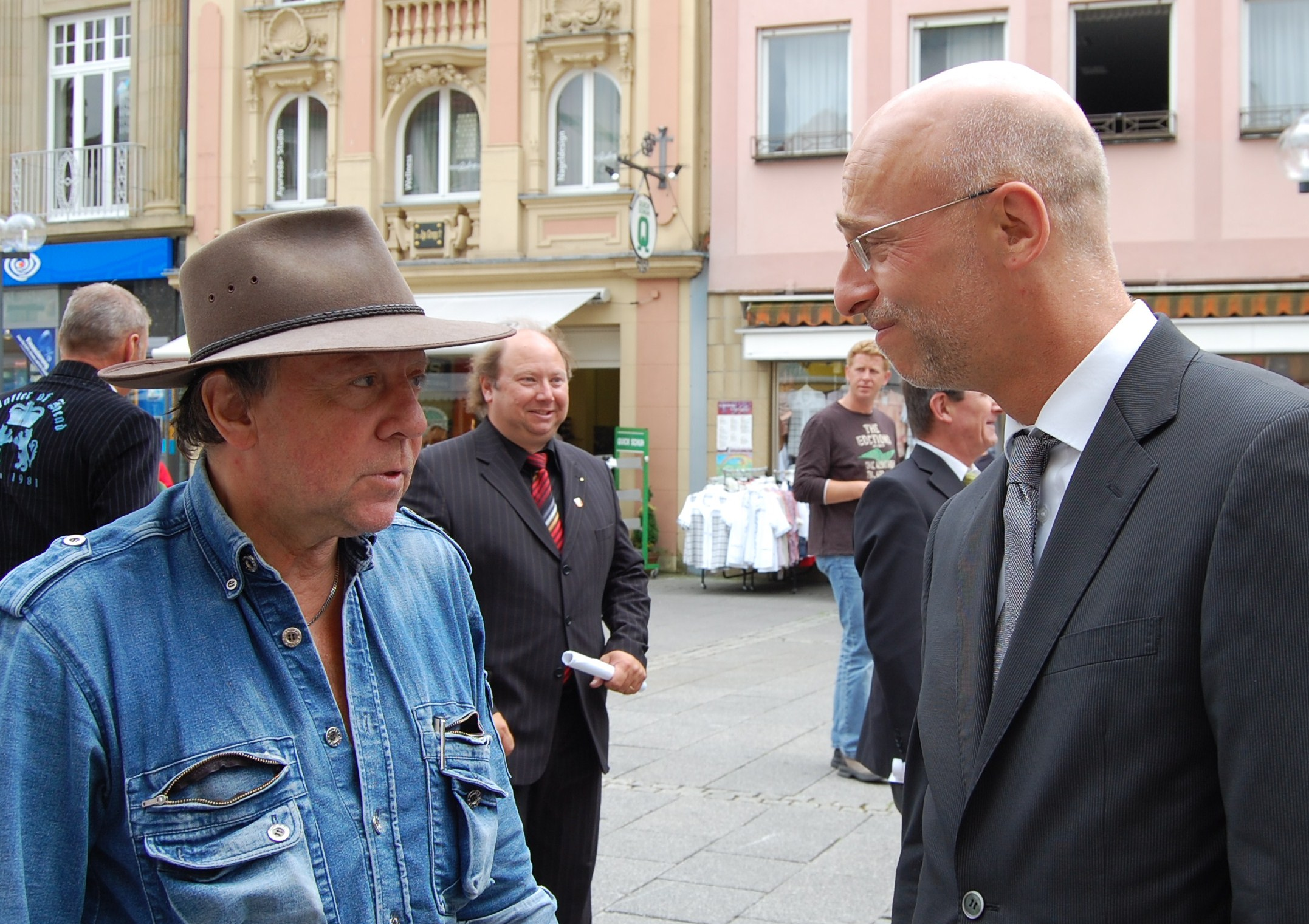
Gunter Demnig mit Oberbürgermeister Kay Blankenburg

Nach dem Beschluss des Bad Kissinger Stadtrates zur Beteiligung an Gunter Demnigs „Stolpersteine“-Projekts vom 8. Oktober 2008 fand die erste Stolperstein-Verlegung in Bad Kissingen am 19. Juni 2009 statt.
| Name                                                     | Lebensdaten | Beruf / Anmerkung | Todesursache                                                                                                  | Standort                         | Stolperstein   |
| -------------------------------------------------------- | ----------- | --- | --- | -------------------------------- | -------------- |
| Hirsch Adler                                             | 1875–1942   | Manufakturhändler | Tod im KZ Auschwitz                                                                                           | Hartmannstraße 5                 |                |
| Jeanette Adler                                           | 1873 – ??   | | Deportation in das KZ Theresienstadt, Tod vermutlich im KZ Auschwitz, genauer Todeszeitpunkt unbekannt        | Hartmannstraße 5                 |                |
| Susanne Adler                                            | 1920 – ??   | | Tod im KZ Auschwitz, genauer Todeszeitpunkt unbekannt                                                         | Hartmannstraße 5                 |                |
| Therese Adler, geb. Rosenthal                            | 1887 – ??   | | Deportation in das Ghetto Izbica, Tod wahrscheinlich im Ghetto Krasnystaw, genauer Todeszeitpunkt unbekannt   | Hartmannstraße 5                 |                |
| Ella Apolant                                             | 1871–1944   | Empfangsdame | Tod im Ghetto Theresienstadt                                                                                  | Menzelstraße 8                   |                |
| Kehla Bamberger                                          | 1893 – ??   | | Tod im Ghetto Krasnystaw                                                                                      | Promenadestraße 17               |                |
| Nannette Bamberger                                       | 1870 – ??   | Kurhalterin | Tod im Ghetto Krasnystaw                                                                                      | Promenadestraße 17               |                |
| Babette Bauer, geb. Schloß                               | 1884 – ??   | Haushaltshilfe im Hause Frank | Deportation in das Ghetto Izbica, Tod im Ghetto Izbica, genauer Todeszeitpunkt unbekannt                      | Erhardstraße 21                  |                |
| Hermann Baumblatt                                        | 1864–1942   | Bäckermeister | Tod im Ghetto Theresienstadt                                                                                  | Badgasse 4                       |                |
| Sara Baumblatt, geb. Neuburger                           | 1867–1942   | | Tod im Ghetto Theresienstadt                                                                                  | Badgasse 4                       |                |
| Fanny Bloemendal                                         | 1879–1943   | Hausfrau | Tod im KZ Auschwitz                                                                                           | Theresienstraße 10               |                |
| Manfred Bloemendal                                       | 1912–1944   | Kaufmann | Tod im KZ Auschwitz                                                                                           | Theresienstraße 10               |                |
| Josef Bloemendal                                         | 1907–1944   | Kaufmann | Tod im KZ Auschwitz                                                                                           | Theresienstraße 10               |                |
| Siegfried Bloemendal                                     | 1880–1943   | Gastronom | Tod im KZ Auschwitz                                                                                           | Theresienstraße 10               |                |
| Clara Frank, geb. Ansbach                                | 1863–1936   | Hausfrau | Freitod am 11. Juli 1936                                                                                      | Erhardstraße 21                  |                |
| Lazarus Frank                                            | 1862–1942   | Vieh- und Pferdehändler | Tod im KZ Theresienstadt                                                                                      | Erhardstraße 21                  |                |
| Otto Goldstein                                           | 1889–1933   | Kaufmann, Unternehmer, Stadtrat | Freitod am 23. August 1933 nach Amtsenthebung                                                                 | Rathausplatz 1 (vor dem Rathaus) |                |
| Erna Gutmann, geb. Haas                                  | 1890–1942?  | Hausfrau | Deportation in das Getto Izbica oder in das Ghetto Krasnystaw, genauer Todesort und -zeitpunkt unbekannt      | Kurhausstraße 37                 |                |
| Felix Gutmann                                            | 1876–1942?  | Unternehmer | Deportation in das Getto Izbica oder in das Ghetto Krasnystaw, genauer Todesort und -zeitpunkt unbekannt      | Kurhausstraße 37                 |                |
| Hedwig Haas                                              | 1887–1942?  | Hausfrau | Deportation in das Ghetto Krasnystaw, genauer Todesort und -zeitpunkt unbekannt                               | Hartmannstraße 5                 |                |
| Selma Hartmann, geb. Stern                               | 1876–1942?  | Hausfrau | Deportation in das Ghetto Krasnystaw, genauer Todesort und -zeitpunkt unbekannt                               | Maxstraße 24                     |                |
| Theo Hartmann                                            | 1883–1942?  | Kaufmann | Deportation in das Ghetto Krasnystaw, genauer Todesort und -zeitpunkt unbekannt                               | Maxstraße 24                     |                |
| Adele Heymann, geb. Baum                                 | 1866–1943   | Hausfrau | Tod im KZ Theresienstadt                                                                                      | Marktplatz 2                     |                |
| Solms Heymann                                            | 1858–1944   | Textilkaufmann | Tod im KZ Theresienstadt                                                                                      | Marktplatz 2                     |                |
| Lina Hofmann, geb. Thalheimer                            | 1880–1941   | Hausfrau | Deportation in das KZ Theresienstadt, Tod im KZ Treblinka                                                     | Untere Marktstraße 2             | weitere Bilder |
| Louis Hofmann                                            | 1871–1933   | Bankier | Tod durch Gehirnschlag in Bad Kissingen                                                                       | Untere Marktstraße 2             | weitere Bilder |
| Hermann Holländer                                        | 1878–1938   | Kurzwarenhändler | Opfer der Novemberpogrome von 1938; gestorben am 12. Nov. 1938                                                | Maxstraße 24                     |                |
| Nanette Holländer, geb. Stern                            | 1873–1942   | | Tod im KZ Theresienstadt                                                                                      | Maxstraße 24                     |                |
| Konrad Kaiser                                            | 1894–1940   | Arbeiter Erster Stolperstein außerhalb der Bad Kissinger Kernstadt (Stadtteil Garitz) sowie erster Stolperstein für einen Nichtjuden. | Tod im KZ Mauthausen                                                                                          | Jahnstraße 35                    |                |
| Else Kissinger                                           | 1879 – ??   | Hausfrau | Deportation nach Izbica, genauer Todesort und -zeitpunkt unbekannt                                            | Hemmerichstraße 8                |                |
| Emma Kissinger                                           | 1875 – ??   | Hausfrau | Deportation in das KZ Treblinka, genauer Todeszeitpunkt unbekannt                                             | Hemmerichstraße 8                |                |
| Ludwig Kissinger                                         | 1887 – 1942 | Kaufmann | Deportation in das Vernichtungslager Sobibor, Ermordung kurz darauf                                           | Marktplatz 17                    |                |
| Siegfried Kissinger                                      | 1876–1942?  | Kaufmännischer Angestellter | Deportation in das KZ Treblinka, genauer Todeszeitpunkt unbekannt                                             | Hemmerichstraße 8                |                |
| Salomon Leuthold                                         | 1862–1943   | Textilkaufmann | Tod im KZ Theresienstadt                                                                                      | Marktplatz 2                     |                |
| Anna Liebmann, geb. Kaufmann                             | 1885 – ??   | Textilkauffrau | Deportation in das Ghetto Izbica, genauer Todeszeitpunkt unbekannt                                            | Untere Marktstraße 1             | weitere Bilder |
| Daniel Liebmann                                          | 1876 – ??   | Textilkaufmann | Deportation in das Ghetto Izbica, genauer Todeszeitpunkt unbekannt                                            | Untere Marktstraße 1             | weitere Bilder |
| Isidor Löwenstein                                        | 1896–1942?  | Schlosser | Deportation in das Ghetto Krasnystaw, genauer Todesort und -zeitpunkt unbekannt                               | Hemmerichstraße 12               |                |
| Hannchen Löwenthal, geb. Oberzimmer                      | 1855–1942   | Hausfrau | Tod im Ghetto Theresienstadt                                                                                  | Hartmannstraße 5                 |                |
| Ludwig Loewenthal                                        | 1898–1944   | Bankier | Tod im KZ Theresienstadt                                                                                      | Ludwigstraße 5                   |                |
| Willi Loewenthal                                         | 1928 – ??   | Schüler | Deportation in das KZ Bergen-Belsen, genauer Todeszeitpunkt unbekannt                                         | Ludwigstraße 5                   |                |
| Selma Löwenthal                                          | 1889–1943?  | Bankier | Tod im KZ Auschwitz                                                                                           | Ludwigstraße 1                   |                |
| Else Löwinsky                                            | 1883–1942   | Hotelier | Tod im Ghetto Theresienstadt                                                                                  | Untere Markstraße 3              |                |
| Herta Losmann                                            | 1893 – ??   | Altmaterial- und Rohstoffhändlerin | Deportation in das Ghetto Izbica, genauer Todesort und -zeitpunkt unbekannt                                   | Hemmerichstraße 4                | weitere Bilder |
| Josef „Ben“ Losmann                                      | 1891 – ??   | Altmaterial- und Rohstoffhändler | Deportation in das Ghetto Izbica, genauer Todesort und -zeitpunkt unbekannt                                   | Hemmerichstraße 4                | weitere Bilder |
| Carola Manasse, geb. Kissinger                           | 1883–1942   | Hausfrau | Deportation nach Riga, genauer Todesort und -zeitpunkt unbekannt                                              | Hemmerichstraße 8                |                |
| Amalie Mann                                              | 1867–1943   | Metzgereikauffrau | Tod im KZ Theresienstadt                                                                                      | Bachstraße 6                     |                |
| Sabine Mann                                              | 1870–1944   | Metzgereikauffrau | Tod im KZ Theresienstadt                                                                                      | Bachstraße 6                     |                |
| Sophie Mann                                              | 1869–1943   | Metzgereikauffrau | Tod im KZ Theresienstadt                                                                                      | Bachstraße 6                     |                |
| Ernestine Mannheimer, geb. Kissinger                     | 1872–1944   | Hausfrau | Tod im KZ Auschwitz                                                                                           | Kirchgasse 11                    |                |
| Irma Mayer, geb. Bretzfelder                             | 1895 – ??   | Hausfrau | Deportation in das KZ Theresienstadt, Tod im KZ Auschwitz, genauer Todeszeitpunkt unbekannt                   | Kurhausstraße 12                 |                |
| Sally Mayer mit Ehefrau Irma, geb. Bretzfelder           | 1889 – 1944 | prakt. Arzt und Badearzt, Leiter des Kranken- und Altersheimes der „Israelitischen Kranken- und Pfründnerhausstiftung“ in Würzburg    | Deportation in das KZ Theresienstadt, Tod im KZ Auschwitz, genauer Todeszeitpunkt unbekannt                   | Kurhausstraße 12                 |                |
| Camilla Michels, geb. Löwenthal                          | 1890 – ??   | Hausfrau | Vermutliche Deportation ins Konzentrationslager Majdanek oder ins Transit-Ghetto Izbica im Mai oder Juni 1942 | Hartmannstraße 5                 |                |
| Irene Müller, geb. Hofmann                               | 1898 – ??   | Textilkauffrau | Deportation in das Ghetto Izbica, genauer Todesort und -zeitpunkt unbekannt                                   | Untere Marktstraße 3             |                |
| Leopold Müller                                           | 1889 – ??   | Textilkaufmann | Deportation in das Ghetto Izbica, Tod im Ghetto Krasnystaw, genauer Todeszeitpunkt unbekannt                  | Untere Marktstraße 3             |                |
| Dr. med. Alfred Münz                                     | 1897–1944   | Badearzt | Deportation in das KZ Theresienstadt, Tod im KZ Auschwitz                                                     | Theresienstraße 1                |                |
| Dr. med. Pinkus Philipp Münz                             | 1864–1944   | Sanitätsrat | Tod im KZ Theresienstadt                                                                                      | Theresienstraße 1                |                |
| Ida Neuburger, geb. Löwenthal                            | 1889 – 1942 | Kurhalterin | Tod im KZ Theresienstadt                                                                                      | Hartmannstraße 5                 |                |
| Julius „Juller“ Neumann                                  | 1894–1942   | Textilkaufmann | Tod im Ghetto Izbica                                                                                          | Ludwigstraße 9                   |                |
| Karl Neumann                                             | 1860–1942   | Textilkaufmann | Tod im Ghetto Theresienstadt                                                                                  | Ludwigstraße 9                   |                |
| Ernst David Neustädter                                   | 1926 – ??   | Schlosser | Deportation in das Ghetto Izbica, genauer Todesort und -zeitpunkt unbekannt                                   | Promenadestraße 2                |                |
| Gustav Neustädter mit Ehefrau Paula und Sohn Ernst David | 1892 – ??   | Letzter Vorsteher der Jüdischen Kultusgemeinde, Gründer des Schochtimverbandes Bayern                                                 | Deportation in das Ghetto Izbica, genauer Todesort und -zeitpunkt unbekannt                                   | Promenadestraße 2                |                |
| Paula Neustädter, geb. Bacharach                         | 1896 – ??   | Hausfrau | Deportation in das Ghetto Izbica, genauer Todesort und -zeitpunkt unbekannt                                   | Promenadestraße 2                |                |
| Hermann Sigmund Rosenau                                  | 1894–1944   | Juwelier | Tod im KZ Auschwitz                                                                                           | Kurhausstraße 10                 |                |
| Paula Rosenau, geb. Feuchtwanger                         | 1878–1943?  | Hausfrau | Tod im KZ Auschwitz, genauer Todeszeitpunkt unbekannt                                                         | Kurhausstraße 10                 |                |
| Simon Hermann Rosenau                                    | 1861–1943?  | Juwelier | Tod im KZ Auschwitz, genauer Todeszeitpunkt unbekannt                                                         | Kurhausstraße 10                 | rahmrnlos      |
| Cäcilie Rosenbaum, geb. Kissinger                        | 1873–1943   | Hausfrau | Tod im Ghetto Theresienstadt                                                                                  | Spargasse 9                      |                |
| Martha Rosner, geb. Dannheimer                           | 1873–1942?  | Hausfrau | Tod im Ghetto Theresienstadt, genauer Todeszeitpunkt unbekannt                                                | Erhardstraße 18                  |                |
| Benedikt Schloß                                          | 1875–1943   | Schuhwarenhändler | Tod im KZ Theresienstadt                                                                                      | Maxstraße 31                     |                |
| Emilie Schloß, geb. Holländer                            | 1875–1947   | | Deportation in das KZ Theresienstadt, 1945 befreit, 1947 in der Schweiz gestorben                             | Maxstraße 31                     |                |
| Thekla Schloß                                            | 1902 – ??   | | Tod im KZ Auschwitz, genauer Todeszeitpunkt unbekannt                                                         | Maxstraße 31                     |                |
| Anni Stern                                               | 1924 – ??   | Schülerin | Deportation in das Ghetto Izbica, genauer Todesort und -zeitpunkt unbekannt                                   | Hemmerichstraße 12               |                |
| Thekla Stern, geb. Heimann                               | 1891 – ??   | Eisenwarenhändlerin | Deportation in das Ghetto Izbica, genauer Todesort und -zeitpunkt unbekannt                                   | Hemmerichstraße 12               |                |
| Dr. Siegfried Wahle                                      | 1869–1941   | Sanitätsrat | Tod im KZ Kauen                                                                                               | Ludwigstraße 9                   |                |
| Selma Wolff, geb. Kissinger                              | 1877–1942   | Sanitätsrat | Deportation in das Ghetto Litzmannstadt und dann in das Vernichtungslager Kulmhof; dort ermordet.             | Marktplatz 17                    |                |